# Plastid

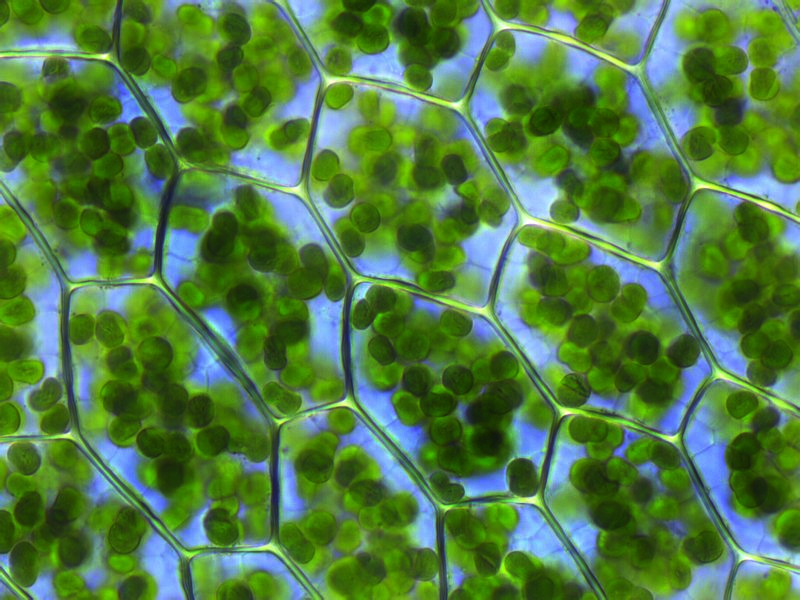
Chloroplasty (zde měříku příbuzného v optickém mikroskopu) jsou patrně nejznámějšími zástupci plastidů.

Plastid je eukaryotická semiautonomní organela přítomná v buňkách rostlin a některých dalších eukaryotických organismů (zejména různých řas). V typickém případě slouží k fotosyntéze a nazývají se chloroplasty. V mnohých případech však plastidy ztrácí tuto funkci a přizpůsobují se k funkcím jiným. Mohou pak sloužit jako zásobní organela nebo odpovídat za určité zabarvení buňky.
Je obalen nejméně dvěma membránami a uvnitř té vnitřní se nachází stroma s thylakoidy. Plastid je dále typický obsahem tzv. plastidové DNA (pDNA) a má tak důležitý podíl na mimojaderné dědičnosti.

## Evoluce plastidů

Kladogram vzniku plastidů podle endosymbiotické teorie

Podle tzv. endosymbiotické teorie se předpokládá, že jde o potomky bývalých endosymbiontů sinicového typu, v několika málo případech u konkrétních druhů řas však je známo, že jejich plastidy jsou potomky eukaryotických symbiontů typu řas (tzv. sekundární endosymbióza).
Vznikly pravděpodobně v evoluční historii až určitou dobu po vzniku samotné eukaryotické buňky a samotné eukaryogeneze se neúčastnily. Na rozdíl od mitochondrií se plastidy vyvinuly u několika, a to často nepříbuzných skupin eukaryot. Tzv. primární plastidy však pochází z sinice a vznikly pravděpodobně pouze jednou, a to u rostlin, které v širším pojetí zahrnují nejen zelené rostliny (Viridiplantae), ale i ruduchy (Rhodophyta) a glaukofyty (Glaucophyta). Výjimkou jsou řasy rodu Paulinella, které získaly plastidy nedávno a nezávisle na rostlinách.
Plastidy u jiných druhů fotosyntetizujících eukaryot vznikly především sekundární endosymbiózou, tedy pohlcením jedné ze skupin rostlin, případně endosymbiózou terciární. Pohlcením ruduchy vznikly plastidy (někdy kvůli svému původu zvané rhodoplasty) např. u různých heterokont (Heterokonta) a rozsivek (Bacillariophyceae), pohlcením zelené řasy vznikly plastidy u Chlorarachniophyta, některých krásnooček (Euglenozoa) a jedné obrněnky. Jako příklad prokázané terciární endosymbiózy lze uvést obrněnky rodu Kryptoperidinium, jejichž plastidy pocházejí z pohlcené rozsivky.

## Typy plastidů

### Proplastidy

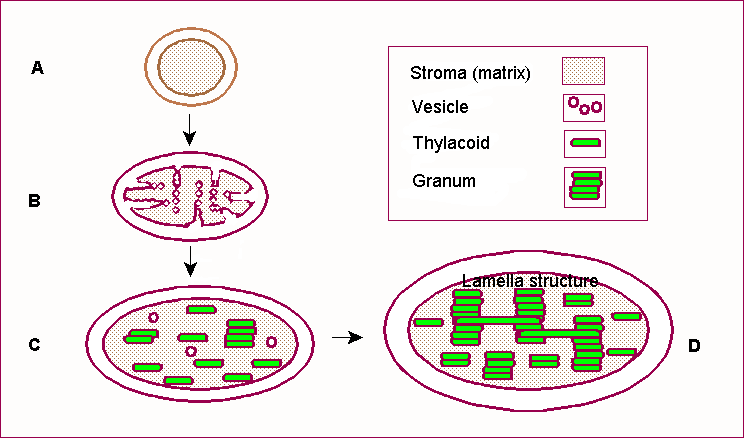
Vývoj chloroplastu v tkáních (anglicky)
A-B - proplastid
C-D - chloroplast

Typy plastidů (není znázorněn rodoplast a feoplast)

Proplastid je nezralý plastid. Lze ho nalézt v buňkách dělivých pletiv a v mladých buňkách. Během diferenciace a zrání buňky se mění v některý z dalších typů plastidů.

### Chloroplasty
Fotosynteticky aktivní plastidy jsou takové, které obsahují fotosynteticky aktivní barviva a ve kterých tedy probíhá fotosyntéza, tj. zachycení sluneční energie a přeměna na organické látky.
Typickým příkladem je chloroplast, tzn. fotosynteticky aktivní zelený plastid obsahující chlorofyly, najdeme jej např. v buňkách zelených rostlin, proto mají zelenou barvu. Má 2 obalové membrány, vnitřní odškrcuje váčky tylakoidy, které tvoří třetí membránovou soustavu, jejíž části se nazývají grana (sloupcovité shluky mincovitých tylakoidních váčku) a lamely neboli stromální tylakoidy (propojující můstky).
Někdy se odlišují na základě obsahu jistých fotosyntetických barviv či výskytu u určitých skupin organizmů i další typy fotosynteticky aktivních plastidů. Rodoplast (též rhodoplast) je fotosynteticky aktivní červený plastid obsahující fykoerytrin (červený) a fykocyanin (modrý). Lze jej nalézt třeba u ruduch (Rhodophyta). Feoplast je hnědý fotosynteticky aktivní plastid obsahující chlorofyl a fukoxantin, lze jej nalézt u hnědých řas (Phaeophyta).

### Chromoplasty
Chromoplast je žlutý nebo červený plastid obsahující pouze pomocné fotosyntetické pigmenty (karotenoidy-karoteny, xantofyly), které nejsou schopny fotosyntetizovat. (Slouží pouze jako doprovodné sběrače fotonů pro chloroplasty.) Je to tedy bývalý chloroplast, který postrádá chlorofyl. Tvoří se především ve starších buňkách a to nejčastěji v plodech. Jeho úkolem je zbarvit povrch plodu nápadnou barvou, aby přilákal konzumenty a umožnil tak šíření semen rostlin. Je také zodpovědný za podzimní barvu listí, neboť v něm je chlorofyl již rozložen.

### Leukoplasty
Leukoplasty jsou plastidy, které neobsahují žádná barviva. Jejich úkolem je obvykle shromažďovat zásoby. Jsou známy tyto typy:
- Proteinoplast - plastid obsahující proteiny.
- Amyloplast - plastid shromažďující škrob. V určitých tkáních díky nim rostlina pozná, kde je nahoře a kde dole (tzv. statolit).
- Elaioplast - plastid shromažďující oleje.

## Genom plastidů
V plastidech je prokázána přítomnost kruhových molekul DNA, známých jako pDNA. U všech plastidových DNA se o pozůstatek prokaryotického genomu sinice, která byla kdysi v procesu eukaryogeneze pohlcena eukaryotem. Navíc někdy vznikají plastidy vzniklé sekundární endosymbiózou, které však obsahují rovněž genom sinice. Zvláštností je u některých skupin tzv. nukleomorf, tedy zbytkový genom jiného eukaryota po sekundární endosymbiotické události. Velikost pDNA je velice rozmanitá, redukované plastidové genomy se nachází zejména u druhů, které ztratily svou fotosyntetickou funkci.

## Symbiotické chloroplasty

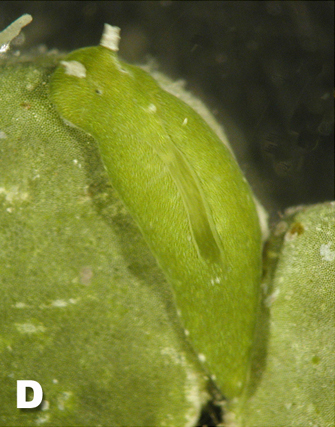
Plž Elysiella pusilla, zelený díky kleptoplastidům získaným z řas rodu Halimeda

Za prvotní fázi nedokončeného procesu endosymbiotického vzniku druhotných plastidů lze považovat tzv. kleptoplastii, tedy zabudovávání živých plastidů získaných z potravy do buněk hostitelského, normálně heterotrofního organismu.
U některých mořských plžů živících se zelenými řasami bylo zjištěno, že do vlastních epitelových buněk zabudovávají chloroplasty z pozřených řas. Jedná se například o plže Elysia atroviridis, Elysiella pusilla, Elysia tuca, Bosellia mimetica, Oxynoe antillarum či Plakobranchus ocellatus. Tyto plastidy přežívají až několik měsíců a zůstávají fotosynteticky aktivní. Nazývají se kleptoplastidy (řidčeji kleptoplasty). Protože nejsou součástí zárodečného vývoje plžů, musí si je každá generace znovu získat z potravy.
V době potravního nedostatku jsou funkční kleptoplastidy důležité pro výživu plžů — ti přecházejí na mixotrofní, možná i autotrofní způsob výživy. Podíl na výživě za normálních podmínek, kdy je dostatek přirozené potravy, však prokázán nebyl.
Kleptoplastidy byly zjištěny i u jiných hostitelských organismů.
U obrněnek Gymnodinium spp. a Pfisteria piscicida jsou fotosynteticky aktivní pouze několik dní, u Dinophysis spp. až 2 měsíce.
Nálevník Myrionecta rubra získává kleptoplastidy z kryptomonády Geminigera cryophila. U některých dírkonošců z rodů Bulimina, Elphidium, Haynesina, Nonion, Nonionella, Nonionellina, Reophax a Stainforthia, byly objeveny kleptoplastidy pocházející z obrněnek.

## Tanozom
V r. 2013 byl objeven nový druh organely, odvozené od chloroplastu. Vyskytuje se v buňkách některých cévnatých rostlin. Probíhá v ní syntéza kondenzovaných taninů – polyfenolů, využívaných rostlinami k ochraně před býložravými škůdci a ultrafialovým záření. Podle toho dostala svůj název (tanin + lat. soma, tedy tělísko).
Tanozomy se tvoří jako malé kulovité váčky (s velikostí kolem 30 nm), které se oddělují uvnitř chloroplastu z thylakoidů. Shluky tanozomů se pak dostávají ven z chloroplastu ve formě transportních váčků obalených membránou, vzniklou fúzí dvou obalových chloroplastových membrán. Transportní váčky přenášejí taniny v tanozomech do vakuoly. Celý váček se vchlípí do vakuoly a z tonoplastu tak získá další obalovou membránu. Taninové akrece ve vakuolách tak obsahují taniny uložené ve třech rozdílných membránách.